# Campanula fastigiata
Campanula fastigiata es una planta de la familia de las campanuláceas.

## Descripción
Planta anual, generalmente papilosa. Tallos de 3,5-6 cm, erectos, ramificados dicotómicamente, con ramas fastigiadas. Las hojas enteras o dentadas, obtusas; las basales espatuladas, atenuadas en pecíolo corto y ancho; las caulinares sentadas, de obovadas a lineares. Flores subsentadas. Cáliz de 2,2-4,6 mm; lóbulos de 1,4-2,8 x 0,4-0,7 mm, de oblongos a oblongo-lanceolados, obtusos o subobtusos. Corola de l,1-1,6 mm, azul. Anteras de 0,35-0,4 mm, mucronadas. Estilo glabro. Cápsulas de 3,5-4,5 x 2 mm, obcónicas, con 5 costillas bien marcadas, dehiscentes por poros apicales. Semillas de 0,35 x 0,2-0,3 mm, oblongoideas. 2n= 18. Florece y fructifica de mayo a junio.

## Distribución
Se encuentra sobre margas yesosas. Muy localizada. Campiña Alta, Subbética de España, Norte de África, Sudoeste y centro de Asia.

## Taxonomía
Campanula fastigiata fue descrita por Dufour ex Schult. y publicado en Monographie des Campanulees 340 (1830)
Citología
Número de cromosomas de Campanula fastigiata (Fam. Campanulaceae) y táxones infraespecíficos: 2n=18
Etimología
Campanula: nombre genérico diminutivo del término latíno campana, que significa "pequeña campana", aludiendo a la forma de las flores.
fastigiata: epíteto latino que significa "agrupado, paralelo y erecto".
Sinonimia
- Brachycodon fastigiatus (Dufour ex Schult.) Fed.
- Brachycodonia fastigiata (Dufour ex Schult.) Fed.
- Brachycodonia fastigiatus (Dufour ex Schult.) Fed.
- Campanula drabifolia Steud.[6][7]